# エマニュエル・バリス
エマニュエル・アレン・バリス（Emmanuel "Manny" Allen Burriss, 1985年1月17日 - ）は、アメリカ合衆国・ワシントンD.C.出身の元プロ野球選手（内野手）。右投両打。

## 経歴

### プロ入りとジャイアンツ時代
2006年のMLBドラフト1巡目追補（全体33位）でサンフランシスコ・ジャイアンツから指名され、プロ入り。
2008年は、メジャーのスプリングトレーニングに招待されず、開幕を傘下のAAA級フレズノ・グリズリーズで迎えた。4月20日にメジャーへ昇格した。オフにアリゾナ・フォールリーグに派遣されスコッツデール・スコーピオンズでプレーした。
2009年は、スプリングトレーニングでケビン・フランドセンから正二塁手のポジションを奪取した。4月1日の開幕戦にスタメンで出場した。6月4日には、ランディ・ジョンソンの通算300勝を達成した試合に出場し、決勝打を放っている。しかし、6月16日にAAA級フレズノへ降格した。7月5日の試合で左足を負傷しシーズンを終えた。
2010年に復帰したが、ポストシーズンのロースターには登録されなかった。
2011年は、59試合に出場した。
2012年7月28日にDFAとなり、AAA級フレズノに降格した。9月4日にメジャーに再昇格した。オフの11月8日にFAとなった。

### レッズ傘下時代
2012年11月21日にシンシナティ・レッズとマイナー契約を結んだ。
2013年は、傘下のAAA級ルイビル・バッツで108試合に出場した。

### ナショナルズ時代
2013年12月にワシントン・ナショナルズとマイナー契約を結んだ。
2014年は、傘下のAAA級シラキュース・チーフスでプレーした。11月10日にマイナー契約でナショナルズと再契約。
2015年6月26日にメジャー契約となり25人枠入りしたが、7月28日にジェイソン・ワースとライアン・ジマーマンの故障者リストからの復帰に伴ってAAA級シラキュースへ降格した。10月13日にFAとなった。

### フィリーズ時代
2015年11月18日にフィラデルフィア・フィリーズとマイナー契約を結び、2016年のスプリングトレーニングに招待選手として参加することになった。
2016年4月2日にメジャー契約を結び、開幕ロースター入りした。6月1日にDFAとなり、4日に40人枠を外れる形で傘下のAAA級リーハイバレー・アイアンピッグスへ配属された。8月19日に再びメジャー契約を結んで25人枠入りした。10月7日に40人枠から外れる形でAAA級リーハイバレーへ降格したが、15日にマイナー降格を拒否してFAとなった。

### ナショナルズ傘下時代
2016年12月13日にナショナルズとマイナー契約を結び、2017年のスプリングトレーニングに招待選手として参加することになった。2017年11月6日にFAとなった。

### エンゼルス傘下時代
2018年2月7日にロサンゼルス・エンゼルス・オブ・アナハイムとマイナー契約を結んだ。この年はマイナーを含めて試合には出場しなかった。オフにドミニカのウィンターリーグに参加したのを最後に現役を引退した。

### 現役引退後
2019年よりロサンゼルス・ドジャースの巡回打撃コーチに就任。2022年からは傘下AAA級オクラホマシティ・ドジャースの打撃コーチを務める。

## 詳細情報

### 年度別打撃成績
| 年 度    | 球 団    | 試 合 | 打 席 | 打 数 | 得 点 | 安 打 | 二 塁 打 | 三 塁 打 | 本 塁 打 | 塁 打 | 打 点 | 盗 塁 | 盗 塁 死 | 犠 打 | 犠 飛 | 四 球 | 敬 遠 | 死 球 | 三 振 | 併 殺 打 | 打 率 | 出 塁 率 | 長 打 率 | O P S |
| -------- | -------- | ----- | ----- | ----- | ----- | ----- | -------- | -------- | -------- | ----- | ----- | ----- | -------- | ----- | ----- | ----- | ----- | ----- | ----- | -------- | ----- | -------- | -------- | ----- |
| 2008     | SF       | 95    | 274   | 240   | 37    | 68    | 6        | 1        | 1        | 79    | 18    | 13    | 5        | 5     | 1     | 23    | 1     | 5     | 24    | 7        | .283  | .357     | .329     | .686  |
| 2009     | SF       | 61    | 220   | 202   | 18    | 48    | 6        | 0        | 0        | 54    | 13    | 11    | 4        | 1     | 1     | 14    | 1     | 2     | 34    | 3        | .238  | .292     | .267     | .560  |
| 2010     | SF       | 7     | 5     | 5     | 3     | 2     | 0        | 0        | 0        | 2     | 0     | 0     | 0        | 0     | 0     | 0     | 0     | 0     | 1     | 0        | .400  | .400     | .400     | .800  |
| 2011     | SF       | 59    | 152   | 137   | 14    | 28    | 1        | 0        | 0        | 29    | 4     | 11    | 3        | 6     | 0     | 6     | 0     | 3     | 17    | 2        | .204  | .253     | .212     | .465  |
| 2012     | SF       | 60    | 150   | 136   | 15    | 29    | 1        | 0        | 0        | 30    | 7     | 5     | 3        | 2     | 1     | 10    | 1     | 1     | 25    | 6        | .213  | .270     | .221     | .491  |
| 2015     | WSH      | 5     | 5     | 3     | 2     | 2     | 0        | 0        | 0        | 2     | 0     | 0     | 0        | 0     | 0     | 2     | 0     | 0     | 0     | 0        | .667  | .800     | .667     | 1.467 |
| 2016     | PHI      | 39    | 50    | 45    | 3     | 5     | 1        | 1        | 0        | 8     | 0     | 1     | 0        | 1     | 0     | 2     | 0     | 2     | 10    | 1        | .111  | .184     | .178     | .361  |
| MLB：7年 | MLB：7年 | 326   | 856   | 768   | 92    | 182   | 15       | 2        | 1        | 204   | 42    | 41    | 15       | 15    | 3     | 57    | 3     | 13    | 111   | 19       | .237  | .300     | .266     | .565  |

### 背番号
- 7（2008年 - 2009年）
- 2（2010年 - 2012年）
- 16（2015年）
- 15（2016年）